# Caiophora dederichiorum
Caiophora dederichiorum är en brännreveväxtart som beskrevs av Mark.Ackermann och Weigend. Caiophora dederichiorum ingår i släktet Caiophora och familjen brännreveväxter. Inga underarter finns listade i Catalogue of Life.